# Химочка Василь Іванович
Хи́мочка Васи́ль Іва́нович (28 грудня 1950 , Старокозаче, Одеська область  — 14 червня 2016 , Київ ) — український художник, член Національної спілки художників України (з 1992 року).

## Біографія
Народився у с. Старокозачому Білгород-Дністровського району Одеської області. 1970 року закінчив Одеське художнє училище ім. М. Б. Грекова, 1978 року — Львівський державний інститут прикладного і декоративного мистецтва. Працював в галузі живопису, графіки, монументального мистецтва.

## Основні твори
- «Мереживо звуків», гобелен, середня школа № 5, Боярка, 1985.
- Розпис станції метро «Мінська», енкаустика, художник-виконавець, 1982.
- «Страна берёзового ситца», різьба по дереву, музей Сергія Єсеніна, Рязань, Росія.
- Мозаїка в профілакторії ВАЗа, Тольятті.
- «Луна в просторі», Київ, музей Києво-Могилянської академії.
- Портрет Павла Загребельного, 2000.
- Портрет Віктора Ющенка, 2000.
- «Пророк Мойсей і Аарон» — розпис купола дзвіниці Софії Київської, Київ, 2001
- Розпис сходів Михайлівського собору, Київ, 2002

## Сім'я
- Брат — Химочка Степан Іванович (нар. 25.12.1937 - 27.03.2020) — український та російський художник.
- Дружина - Бут Людмила Олександрівна ( нар. 19.03.1953 року)
- син - Бут Дмитро Леонідович (нар. 16.11.1974року)
- син - Химочка Іван Васильович (нар. 16.09.1986 року)
- син - Химочка Максим Васильович ( нар. 12.04.1989 року)
- онука - Бут Анастасія Дмитрівна ( нар  17.07.2012 року)

## Зображення

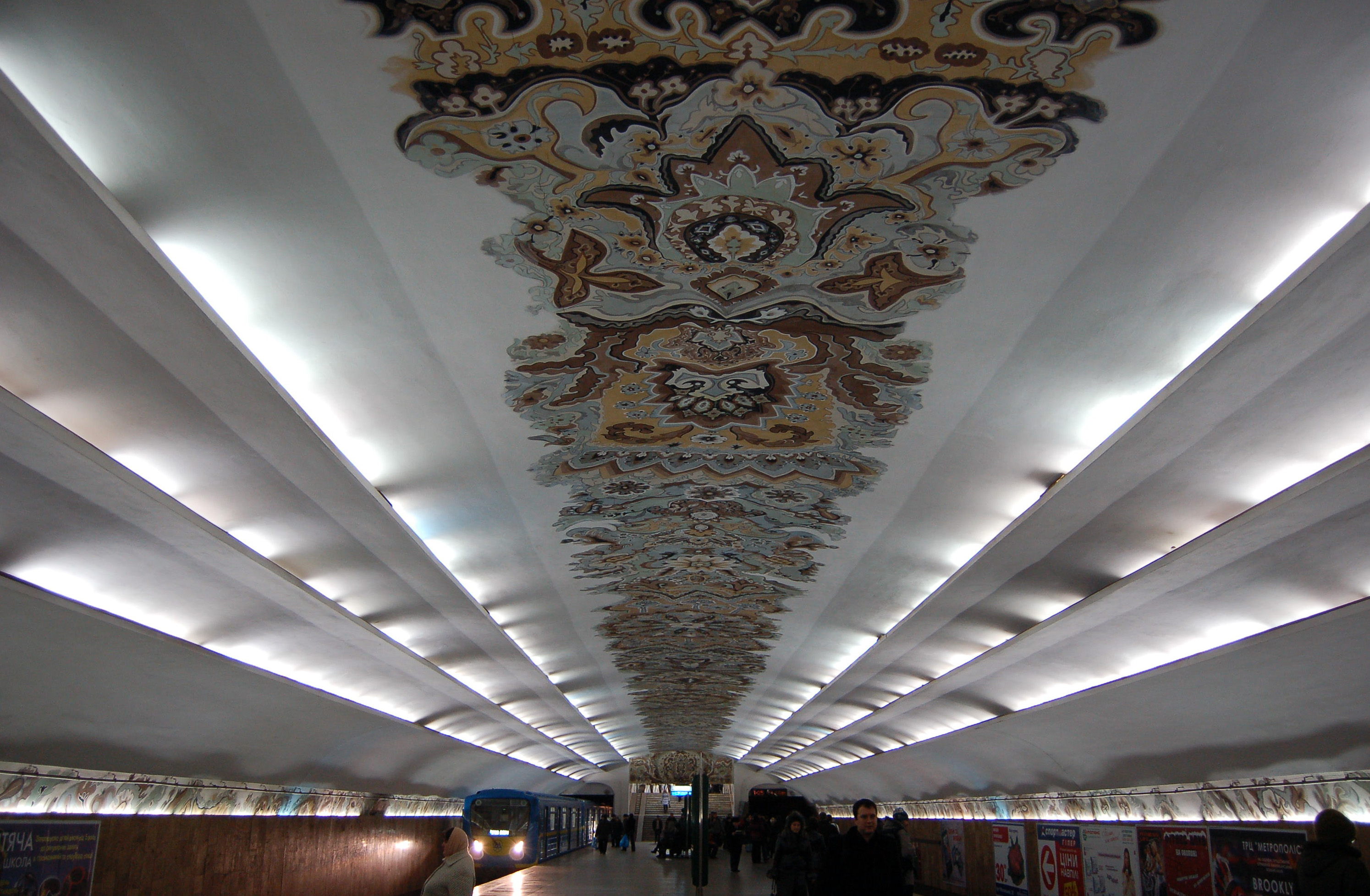
Станція метро «Мінська»
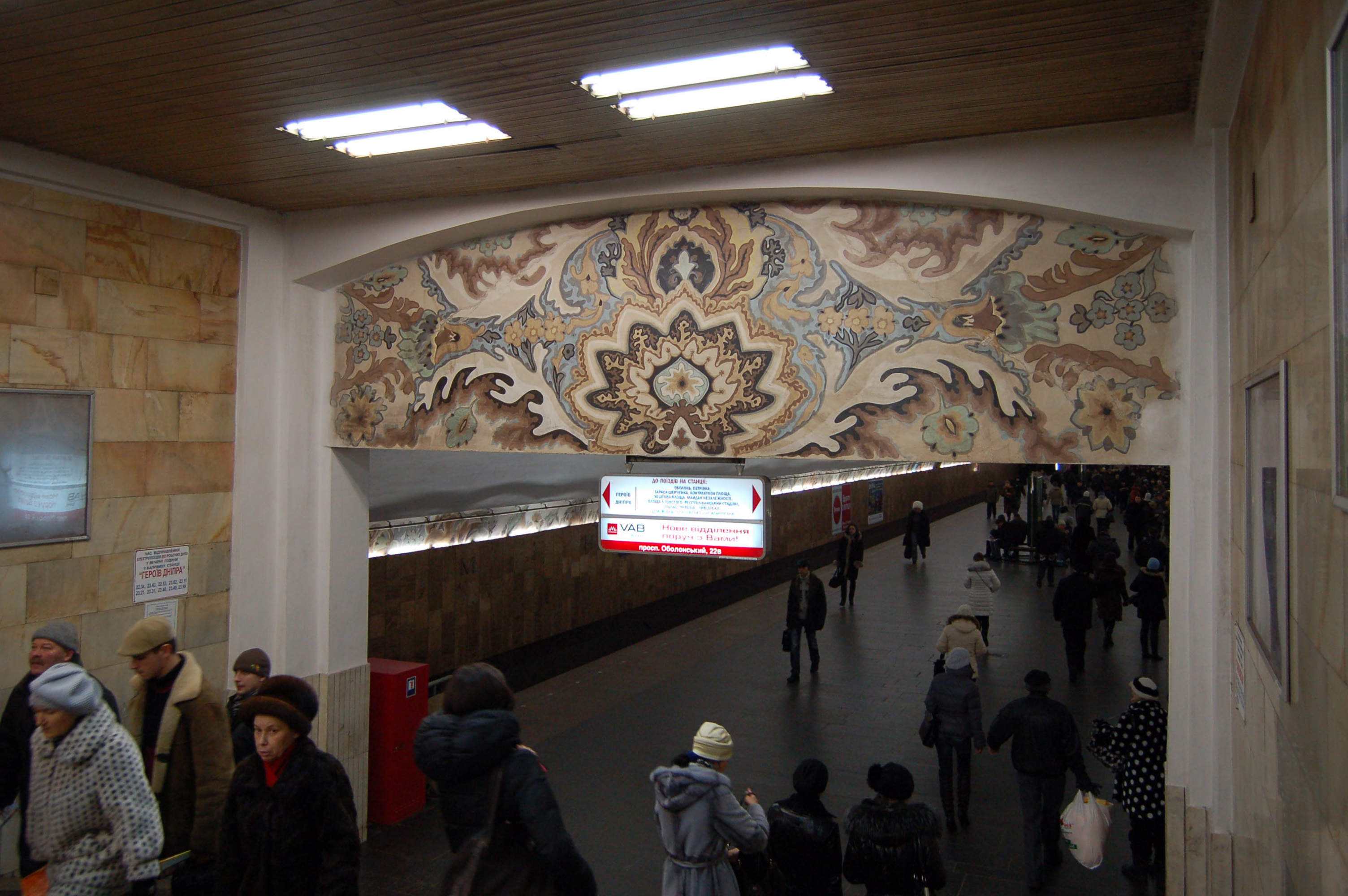
Станція метро «Мінська»
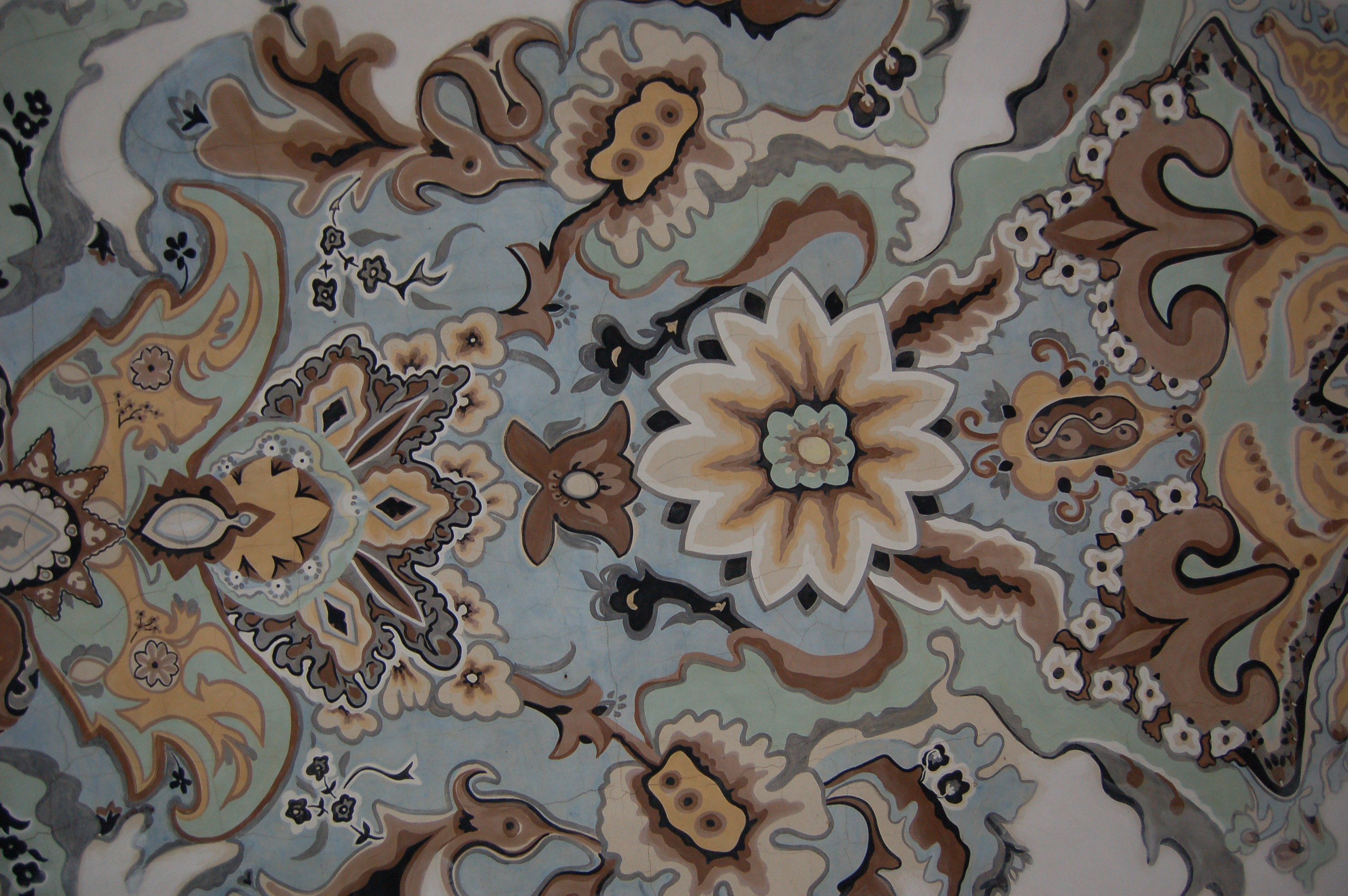
Станція метро «Мінська»